# Rufoclanis fulgurans
Rufoclanis fulgurans là một loài bướm đêm thuộc họ Sphingidae. Loài này có ở xavan khô và vùng cây bụi từ Zimbabwe tới Tanzania và miền đông Kenya.
Chiều dài cánh trước khoảng 22–32 mm đối với con đực và khoảng 40 mm đối với con cái. Cánh trước màu nâu hơi hồng nhạt.